# Eredivisie (mannenhandbal) 1994/95
De Eredivisie is de hoogste afdeling van het Nederlandse handbal bij de heren op landelijk niveau. In het seizoen 1994/1995 werd Thrifty/Aalsmeer landskampioen. Wink/De Gazellen en Hellas degradeerden naar de Eerste divisie.
Ten opzichte van het seizoen ervoor werden de competitieopzet wederom gewijzigd, waardoor de degradatiepoule en eindronde werden geschrapt.

## Opzet
Eerst speelden de 10 ploegen in competitieverband. Plek één tot en met vier kwalificeerden zich voor de kampioenspoule (halve competitie). De beste twee teams uit de kampioenspoule plaatsen zich voor de Best of Three-serie. Aan de hand van de Best of Three-serie wordt bepaald die landskampioen van Nederland is. De twee laagst geklasseerde ploegen in de reguliere competitie degradeerden naar de eerste divisie.

## Teams
| · Aalsmeer Blauw-Wit E&O Gazellen Hellas Sittardia Tachos V&L Anhem Teams die uitkomen in de eredivisie. | 00000000 | · AHF ESCA Teams in de uit de gemeente Arnhem. |

| Club               | Plaats     | Provincie     |
| ------------------ | ---------- | ------------- |
| Thrifty/Aalsmeer   | Aalsmeer   | Noord-Holland |
| Revival/Blauw Wit  | Neerbeek   | Limburg       |
| Haka/E&O           | Emmen      | Drenthe       |
| Wink/De Gazellen   | Doetinchem | Gelderland    |
| Hellas             | Den Haag   | Zuid-Holland  |
| Schoonderbeek/ESCA | Arnhem     | Gelderland    |
| Horn/Sittardia     | Sittard    | Limburg       |
| AHF Arnhem         | Arnhem     | Gelderland    |
| HVM/Tachos         | Waalwijk   | Noord-Brabant |
| Hirschmann/V&L     | Geleen     | Limburg       |

## Reguliere competitie
| Pos | Club               | Wed | W  | G | V  | Ptn | DV  | DT  | +/− | Opmerking                          |
| --- | ------------------ | --- | -- | - | -- | --- | --- | --- | --- | ---------------------------------- |
| 1   | Thrifty/Aalsmeer   | 18  | 13 | 2 | 3  | 28  | 426 | 347 | +79 | Gekwalificeerd voor kampioenspoule |
| 2   | Horn/Sittardia     | 18  | 13 | 2 | 3  | 28  | 397 | 325 | +72 | Gekwalificeerd voor kampioenspoule |
| 3   | Revival/Blauw Wit  | 18  | 11 | 1 | 6  | 23  | 401 | 375 | +26 | Gekwalificeerd voor kampioenspoule |
| 4   | AHF Arnhem         | 18  | 10 | 3 | 5  | 23  | 413 | 410 | +3  | Gekwalificeerd voor kampioenspoule |
| 5   | Hirschmann/V&L     | 18  | 9  | 3 | 6  | 21  | 384 | 380 | +4  |                                    |
| 6   | Haka/E&O           | 18  | 8  | 3 | 7  | 19  | 420 | 388 | +32 |                                    |
| 7   | HVM/Tachos         | 18  | 7  | 1 | 10 | 15  | 381 | 380 | +1  |                                    |
| 8   | Schoonderbeek/ESCA | 18  | 5  | 1 | 12 | 11  | 347 | 405 | −58 |                                    |
| 9   | Wink/De Gazellen   | 18  | 3  | 2 | 13 | 8   | 342 | 410 | −68 | Degradatie naar eerste divisie     |
| 10  | Hellas             | 18  | 1  | 2 | 15 | 4   | 337 | 428 | −91 | Degradatie naar eerste divisie     |

## Kampioenspoule

### Stand
| Pos | Club              | Wed | W | G | V | Ptn | DV | DT | +/− | Opmerking                         |
| --- | ----------------- | --- | - | - | - | --- | -- | -- | --- | --------------------------------- |
| 1   | Thrifty/Aalsmeer  | 3   | 3 | 0 | 0 | 6   | 71 | 58 | +13 | Gekwalificeerd voor Best of Three |
| 2   | Horn/Sittardia    | 3   | 2 | 0 | 1 | 4   | 81 | 65 | +16 | Gekwalificeerd voor Best of Three |
| 3   | AHF Arnhem        | 3   | 0 | 1 | 2 | 1   | 69 | 83 | −14 |                                   |
| 4   | Revival/Blauw Wit | 3   | 0 | 1 | 2 | 1   | 62 | 77 | −15 |                                   |

### Uitslagen
| Thuis \ Uit       | AAL   | SIT   | BLW   | AHF   |
| ----------------- | ----- | ----- | ----- | ----- |
| Aalsmeer          | 00–00 | 24–22 | 20–15 | 27–21 |
| VGZ/Sittardia     | 00–00 | 00–00 | 30–20 | 29–27 |
| Revival/Blauw Wit | 00–00 | 00–00 | 00–00 | 27–27 |
| AHF Arnhem        | 00–00 | 00–00 | 00–00 | 00–00 |

## Best of Three
|  | Thrifty/Aalsmeer | 22 - 20 | Horn/Sittardia | De Bloemhof, Aalsmeer |
|  |                  |         |                | De Bloemhof, Aalsmeer |
|  |                  |         |                | De Bloemhof, Aalsmeer |

|  | Horn/Sittardia | 24 - 23 | Thrifty/Aalsmeer | Stadssporthal, Sittard |
|  |                |         |                  | Stadssporthal, Sittard |
|  |                |         |                  | Stadssporthal, Sittard |

|  | Thrifty/Aalsmeer | 16 - 14 | Horn/Sittardia | De Bloemhof, Aalsmeer |
|  |                  |         |                | De Bloemhof, Aalsmeer |
|  |                  |         |                | De Bloemhof, Aalsmeer |

## Topscorers
| Pos | Naam            | Gls | Club             |
| --- | --------------- | --- | ---------------- |
| 1   | Patrick Kersten | 142 | Haka/E&O         |
| 2   | Peter Portengen | 115 | AHF Arnhem       |
| 3   | Vincent Hofland | 112 | Hellas           |
| 4   | Hans van Dijk   | 108 | Hirschmann/V&L   |
| 5   | Claus Veerman   | 106 | Thrifty/Aalsmeer |

## Handballer van het jaar
Op 15 september 1995 werd Jeroen Hölscher van Thrifty/Aalsmeer tot handballer van het jaar uitgeroepen. Alle genomineerden voor deze prijs waren:
| Naam               | Club             |
| ------------------ | ---------------- |
| Jeroen Hölscher    | Thrifty/Aalsmeer |
| Patrick van Olphen | Horn/Sittardia   |
| Patrick Kersten    | Haka/E&O         |